# Maximilian Harden
Maximilian Harden (geboren als Felix Ernst Witkowski) (20 oktober 1861 – 30 oktober 1927) was een invloedrijke journalist en redacteur in het Duitse keizerrijk. Hij bracht de vriendenkring rond keizer Wilhelm II in kaart en door zijn bevindingen, die hij rond 1906 publiceerde, ontstond het schandaal van de zogenaamde Harden–Eulenburg affaire die grote schade toebracht aan het aanzien van de Duitse monarchie en aristocratie en vooral aan het publieke beeld van keizer Wilhelm II.